# Kaşkışla, Kozaklı
Kaşkışla là một xã thuộc huyện Kozaklı, tỉnh Nevşehir, Thổ Nhĩ Kỳ. Dân số thời điểm năm 2011 là 81 người.